# Diccionario de las Lenguas de Honduras
El Diccionario de las Lenguas de Honduras-DLH recopila el significado de más de cinco mil palabras con su respectiva traducción en todas las lenguas de Honduras. Son parte de este proyecto el Departamento de Cooperación y Promoción Cultural de la Agencia Española de Cooperación Internacional para el Desarrollo (AECID).

## Desarrollo

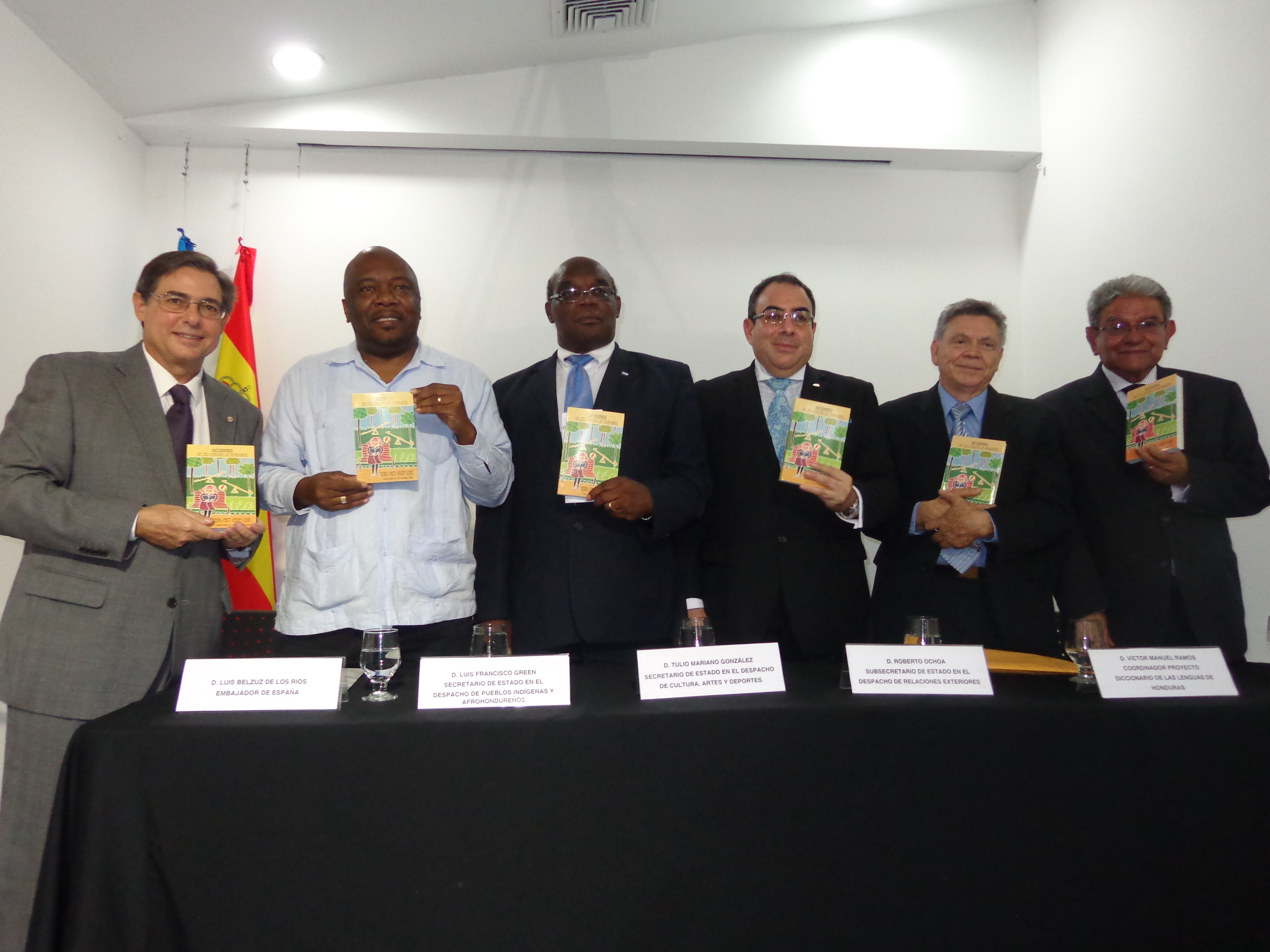
Autoridades asistentes a la presentación del Diccionario de las Lenguas de Honduras DLH.

El diccionario fue desarrollado durante cuatro años por la Academia Hondureña de la Lengua, la Cooperación Española en Honduras a través de su Centro Cultural, además de un amplio equipo de lingüistas dirigidos por el académico y escritor Víctor Manuel Ramos. Definido por el historiador Mario Argueta como "un pionero trabajo colectivo", en el que participaron, además del Dr Ramos, "los siguientes traductores: Manuel de Jesús Nájera para los vocablos chortí; Justa Aurelia Suazo para el garífuna; Bryan Oniel Kelly Welcome para el inglés isleño; Cleofina Maxuel Navas para el misquito; Rosalio Duarte para el pech; Inés Ordóñez Salinas para el tawahka y Santos Marcela Licona para el tolupán. En total, ocho lenguas, incluyendo el español."
En palabras de Álvaro Ortega Santos se trata de «un ejercicio de gran interés por su valor cultural e identitario. Al fin y al cabo incluso la lengua española hablada en Honduras debe muchas de sus características a la convivencia con otras lenguas. Una interacción histórica que ha cristalizado en gran medida en lo que conocemos como “hondureñismos”: es significativo que la Academia Hondureña de la Lengua sea uno de los grandes aportantes de modismos en las últimas revisiones del Diccionario de la Lengua Española».

## Contenido
El diccionario cuenta con cinco mil registros en español con su traducción a las siete lenguas vivas de Honduras (indígenas, afrodescendientes y la variante lingüística del inglés de las Islas de la Bahía):
- Chortí,
- Garífuna,
- Misquito,
- Pech,
- Tawahka,
- tolupán
- Inglés caribeño.

Igualmente cuenta con ilustraciones elaboradas por la hondureña Mónica Andino: «Las ilustraciones fueron realizadas por Mónica Andino y pretenden, con sus imágenes, más cosmopolitas que rurales, que cualquier niño con sus manos en esta obra se sienta parte de ella y comprenda que su identidad y su cultura son parte de una identidad nacional mayor e incluyente».

## Versión en línea
Con motivo del Día Internacional de la Lengua Materna del 2014, se presentó en el Centro Cultural de España en Tegucigalpa un portal en línea para facilitar la consulta al diccionario desde cualquier lugar del planeta: «las tecnologías de información y comunicaciones posibilitan que el público nacional e internacional acceda a una base de datos en línea que permite realizar consultas sobre los vocablos de los localismos, modismos o gentilicios propios del país, más conocidos como hondureñismos; y en otra instancia, traducir una palabra del castellano a una en lengua indígena: Garífuna, Chortí, Miskita, Tawahka, Pech, Tolupan o Isleña»: y al de Hondureñismos de la Academia Hondureña de la Lengua AHL.
La obra también ha sido incorporada a la Biblioteca Virtual de las Letras Hondureñas.

## Rescate lingüístico

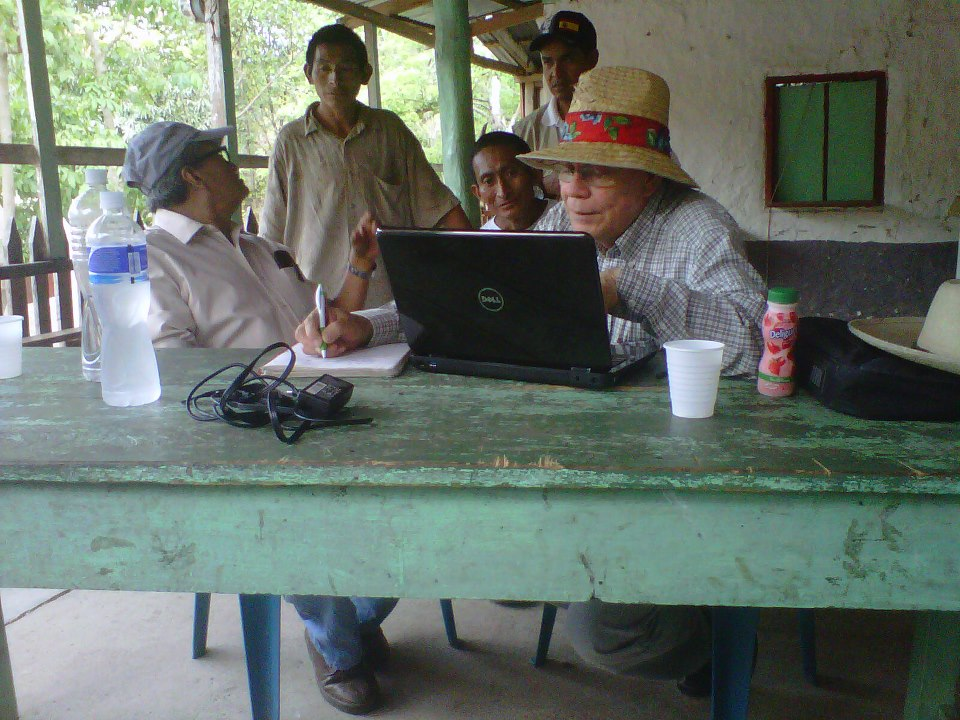
Validando el Diccionario de las Lenguas de Honduras con el pueblo Tol.

Tal y como enfatizó el ministro de cultura Rodolfo Pastor Fasquelle en el acto de inauguración la nueva sede de la AHL: "Hay otras cosas que debe hacer la Academia, para lo cual es justo que la ayudemos desde el Gobierno y, en particular, desde la Secretaría de Cultura. (...) esperamos el apoyo de la Academia para la visibilización, el reconocimiento y la investigación, el rescate y la promoción de las demás lenguas de los hondureños, obligación que deberá ser parte del convenio a través del cual se ejecuten esos fondos, más que para saldar una deuda histórica, para asumir un compromiso ineludible con esas lenguas originarias". Así, el diccionario de la lengua permite rescatar buena parte de la riqueza lingüista del país, aun así hace falta un estudio a profundidad para explicar la gramática de las lenguas y permitir una educación primaria en las lenguas autóctonas para evitar la pérdida de estas lenguas que han formado parte de la historia de Honduras y están en peligro de desaparecer.